# Komsomolets Kalmykii
La Komsomolets Kalmykii, in cirillico Комсомолец Калмыкии, era una nave cargo di fabbricazione sovietica,  costruita in Russia nella città di Leningrado, presso i cantieri navali "Ždanov". Fu varata e completata nel 1971 ed entrò in servizio di navigazione, l'anno successivo, presso l'azienda statale sovietica Azov Shipping Company, col numero di registrazione internazionale IMO 7235044. Facente parte del "progetto 1562 Classe Pjatidesjatiletie Komsomola" (cinquantenario del Komsomol), la Komsomolets Kalmykii era stata così chiamata in onore del Komsomol calmucco.

## Naufragio
La sera del 31 dicembre 1974, due ore dopo aver staccato l'ormeggio dal molo di ponente, in rotta di navigazione dal porto di Cagliari al porto ucraino di Kerč' situato sul Mar Nero, a causa dello spostamento del carico dovuto al mare agitato dal forte vento di maestrale (nord ovest), si inabissò nello specchio di mare antistante Capo Carbonara (comune di Villasimius, Sardegna sud orientale).
Lo stesso giorno la nave aveva completato il carico al porto di Cagliari con 4.939 tonnellate di profilati di acciaieria e 1.735 tonnellate di soda caustica al 98 % in fusti metallici, prodotta negli stabilimenti petrolchimici di Macchiareddu-Grogastu (comune di Assemini).

## Soccorsi
I soccorsi partirono dalla capitaneria del porto di Cagliari circa tre ore dopo aver ricevuto il segnale radio SOS, con il rimorchiatore Vigore comandato dal sottotenente di vascello Marcello Sanna, un mezzo lento e poco idoneo alle operazioni di salvataggio.
L'agonia del Komsomolets Kalmykii durò solamente 40 minuti prima d'affondare.
Dei 36 membri d'equipaggio 8 non riuscirono a salvarsi, mentre il capitano della nave cargo affondò con essa.

## Nomi dei deceduti
- Sychev Nikolay        (capitano)

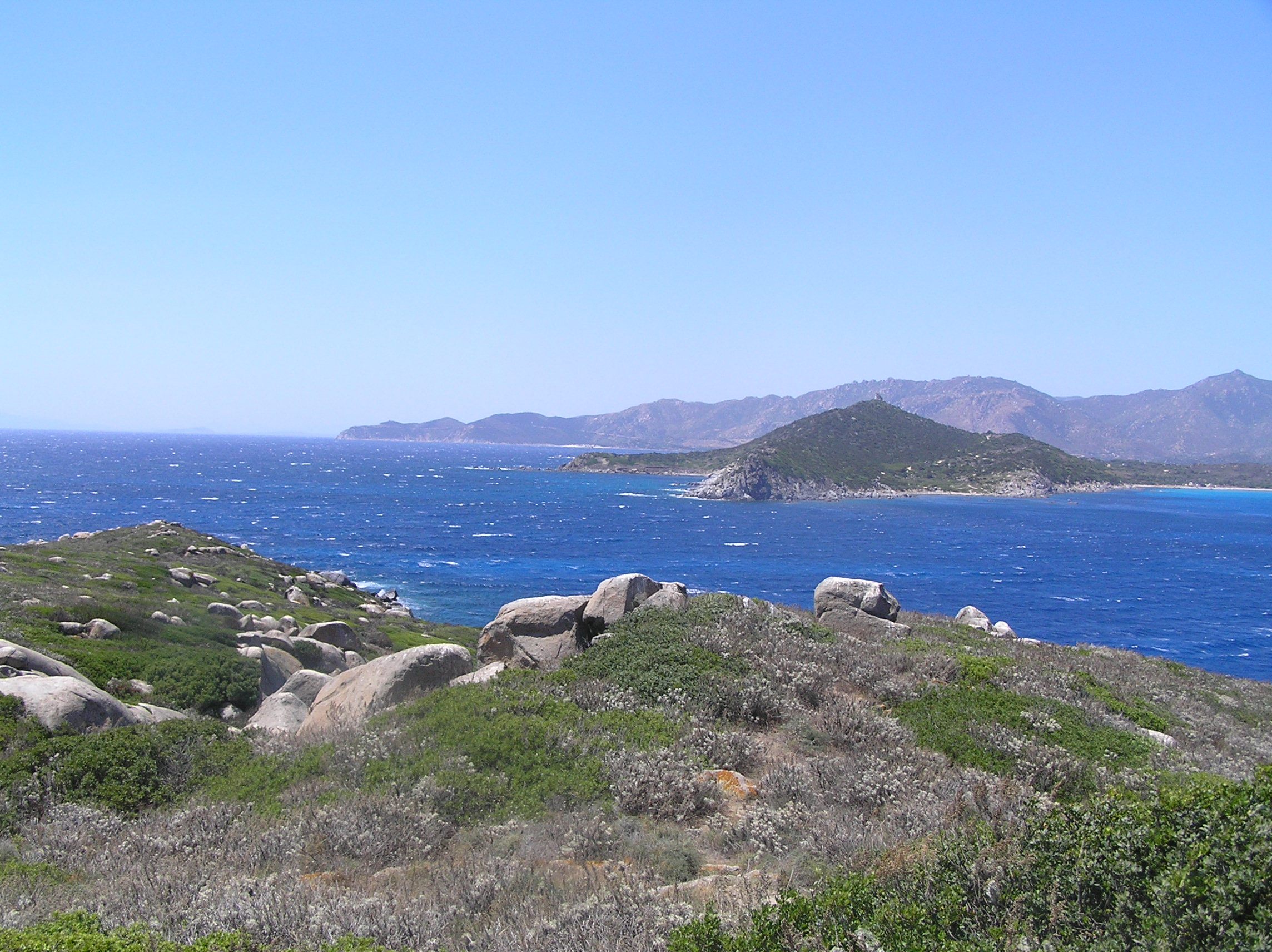
Capo Carbonara.

- Marchaun Valery       (comandante in seconda)
- Matveev Ivan          (marconista)
- Gurman Viktor         (nostromo)
- Bakaleiskii Stanislav (motorista)
- Machno Nikolay        (motorista)
- Bunina Lyudmila       (cuoco)
- Gruzdev Vitaly        (elettrico di bordo)
- Buchalo Anatoly       (meccanico di bordo)

## Ricerche
Per anni, autorità italiane e russe hanno cercato di localizzare il relitto senza risultati, scandagliando su batimetriche anche superiori ai 1.000 metri.

## Inchieste sulla sciagura
Nel 1980 è stato chiamato a giudizio il capitano di vascello Bruno Sassu ex comandante della capitaneria del porto di Cagliari per rispondere alle accuse di ritardato soccorso e omicidio colposo plurimo.

## Ritrovamento
Nel 2008 il relitto del Komsomolets Kalmykii è stato localizzato da un centro subacqueo di Quartu Sant'Elena, alla profondità di 118 metri, nei fondali adiacenti all'Area naturale marina protetta Capo Carbonara.